# Насилово (платформа)
«Насилово» (белор. Насілава) — остановочный пункт дизель-поездов в Молодечненском районе. Расположен на перегоне «Молодечно — Пруды» между станцией Молодечно и остановочным пунктом Асаново.
Остановочный пункт расположен в одноимённой деревне. Недалеко проходит трасса P106 Молодечно — Сморгонь, рядом расположена деревня Застенки.

## В пути
Время в пути от станции Молодечно около 7 минут.